# Puchar Polski w piłce siatkowej mężczyzn (2007/2008)
Puchar Polski w piłce siatkowej mężczyzn 2007/2008 - 51. sezon rozgrywek o siatkarski Puchar Polski odbywający się od 1932 roku. 

## System rozgrywek
Rozgrywki składały się z 5 rund wstępnych, w których wystąpiły zespoły z I, II i III lig. Drużyny, które zwyciężyły w 5. rundzie zagrały w VI rundzie razem z zespołami z Plusligi z miejsc 5-10. po 9. kolejkach rundy zasadniczej. W ćwierćfinałach rozstawione były kolejne 4 najlepsze zespoły Plusligi.

## Drużyny uczestniczące
| PLS 10 drużyn               | PLS 10 drużyn | PLS 10 drużyn |
| --------------------------- | ------------- | ------------- |
| Jastrzębie Borynia          | finał         |               |
| Mlekpol AZS Olsztyn         | półfinał      |               |
| Wkręt-met AZS Częstochowa   | zwycięzca     |               |
| BOT Skra Bełchatów          | półfinał      |               |
| ZAKSA Kędzierzyn-Koźle      | ćwierćfinał   |               |
| AZS Politechnika Warszawska | 6. runda      |               |
| Resovia                     | ćwierćfinał   |               |
| KS Jadar Radom              | ćwierćfinał   |               |
| Płomień Sosnowiec           | ćwierćfinał   |               |
| Delecta Bydgoszcz           | 6. runda      |               |

| I liga 10 drużyn         | I liga 10 drużyn | I liga 10 drużyn |
| ------------------------ | ---------------- | ---------------- |
| BBTS Bielsko-Biała       | 3. runda         |                  |
| Orzeł Międzyrzecz        | 4. runda         |                  |
| Skra II Bełchatów        | 3. runda         |                  |
| Avia Świdnik             | 3. runda         |                  |
| GTPS Gorzów Wielkopolski | 3. runda         |                  |
| KS Poznań                | 6. runda         |                  |
| Trefl Gdańsk             | 6. runda         |                  |
| Energetyk Jaworzno       | 3. runda         |                  |
| AZS Stal Nysa            | 5. runda         |                  |
| Gwardia Wrocław          | 4. runda         |                  |

| niższe ligi 19 drużyn  | niższe ligi 19 drużyn |
| ---------------------- | --------------------- |
| Sudety Kamienna Góra   | 2. runda              |
| AZS UZ Zielona Góra    | 1. runda              |
| Ślepsk Augustów        | 1. runda              |
| Pronar Hajnówka        | 4. runda              |
| Rosiek Syców           | 3. runda              |
| Rafako Racibórz        | 1. runda              |
| Siatkarz Wieluń        | 1. runda              |
| Czarni Rząśnia         | 2. runda              |
| Hejnał Kęty            | 3. runda              |
| Błękitni Ropczyce      | 1. runda              |
| Wanda Kraków           | 2. runda              |
| Politechnika Krakowska | 1. runda              |
| Wilga Garwolin         | 2. runda              |
| Cisy Nałęczów          | 1. runda              |
| Ósemka Siedlce         | 1. runda              |
| Bzura Ozorków          | 4. runda              |
| Orion Bielsk Podlaski  | 2. runda              |
| MKS MOS Będzin         | 5. runda              |
| Progress Września      | 3. runda              |

## Rozgrywki

### I runda
| Data       | Drużyna 1            | Wynik | Drużyna 2              | Sety                             |
| ---------- | -------------------- | ----- | ---------------------- | -------------------------------- |
| 08.09.2007 | Sudety Kamienna Góra | 3:2   | AZS UZ Zielona Góra    | 25:15, 22:25, 26:20, 27:29, 15:9 |
| 08.09.2007 | Ślepsk Augustów      | 1:3   | Pronar Hajnówka        | 18:25, 25:21, 21:25, 29:31       |
| 08.09.2007 | Rafako Racibórz      | 1:3   | MKS MOS Będzin         | 20:25, 25:20, 23:25, 15:25       |
| 08.09.2007 | Siatkarz Wieluń      | 1:3   | Czarni Rząśnia         | 26:24, 19:25, 21:25, 21:25       |
| 08.09.2007 | Hejnał Kęty          | 3:1   | Błękitni Ropczyce      | 19:25, 25:16, 26:24, 25:21       |
| 08.09.2007 | Wanda Kraków         | 3:0   | Politechnika Krakowska | 25:22, 26:24, 25:21              |
| 08.09.2007 | Wilga Garwolin       | 3:0   | Cisy Nałęczów          | 25:20, 25:14, 25:17              |
| 08.09.2007 | Ósemka Siedlce       | 1:3   | Bzura Ozorków          | 22:25, 21:25, 25:18, 15:25       |

### II runda
| Data       | Drużyna 1             | Wynik | Drużyna 2       | Sety                              |
| ---------- | --------------------- | ----- | --------------- | --------------------------------- |
| 15.09.2007 | Sudety Kamienna Góra  | 1:3   | Rosiek Syców    | 22:25, 17:25, 25:19, 23:25        |
| 15.09.2007 | Orion Bielsk Podlaski | 0:3   | Pronar Hajnówka | 8:25, 17:25, 16:25                |
| 15.09.2007 | Czarni Rząśnia        | 2:3   | MKS MOS Będzin  | 25:21, 22:25, 20:25, 29:27, 13:15 |
| 15.09.2007 | Wanda Kraków          | 0:3   | Hejnał Kęty     |                                   |
| 15.09.2007 | Progress Września     |       | wolny los       |                                   |
| 15.09.2007 | Wilga Garwolin        | 0:3   | Bzura Ozorków   | 23:25, 23:25, 18:25               |

### III runda
| Data       | Drużyna 1         | Wynik | Drużyna 2          | Sety                       |
| ---------- | ----------------- | ----- | ------------------ | -------------------------- |
| 17.10.2007 | Rosiek Syców      | 0:3   | Gwardia Wrocław    |                            |
| 17.10.2007 | KS Poznań         | 3:0   | Skra II Bełchatów  | 25:14, 25:14, 25:16        |
| 17.10.2007 | Pronar Hajnówka   | 3:0   | GTPS Gorzów Wlkp.  | walkower                   |
| 17.10.2007 | MKS MOS Będzin    | 3:0   | Energetyk Jaworzno | 25:15, 25:23, 25:15        |
| 17.10.2007 | Hejnał Kęty       | 1:3   | AZS Nysa           |                            |
| 17.10.2007 | Progress Września | 0:3   | Orzeł Międzyrzecz  | 19:25, 21:25, 19:25        |
| 17.10.2007 | Trefl Gdańsk      | 3:0   | BBTS Bielsko-Biała | 26:24, 25:14, 25:17        |
| 17.10.2007 | Bzura Ozorków     | 3:1   | Avia Świdnik       | 27:25, 21:25, 27:25, 25:19 |

### IV runda
| Data       | Drużyna 1             | Wynik | Drużyna 2             | Sety                             |
| ---------- | --------------------- | ----- | --------------------- | -------------------------------- |
| 07.11.2007 | KS Poznań             | 3:0   | Gwardia Wrocław       |                                  |
| 21.11.2007 | Gwardia Wrocław       | 2:3   | KS Poznań             | 19:25, 29:27, 16:25, 25:18, 9:15 |
|            |                       |       |                       |                                  |
| 07.11.2007 | MKS MOS Będzin        | 3:0   | Pronar Hajnówka       | 25:22, 25:21, 29:27              |
| 21.11.2007 | Pronar Hajnówka       | 1:3   | MKS MOS Będzin        | 21:25, 22:25, 25:18, 21:25       |
|            |                       |       |                       |                                  |
| 07.11.2007 | MOW Orzeł Międzyrzecz | 3:1   | AZS PWSZ Nysa         |                                  |
| 21.11.2007 | AZS PWSZ Nysa         | 3:1   | MOW Orzeł Międzyrzecz | 21:25, 25:18, 25:19, 25:14       |
|            |                       |       |                       |                                  |
| 07.11.2007 | MKS Bzura Ozorków     | 0:3   | Trefl Gdańsk          | 17:25, 20:25, 23:25              |
| 21.11.2007 | Trefl Gdańsk          | 3:0   | MKS Bzura Ozorków     | 25:17, 25:15, 25:11              |

### V runda
| Data       | Drużyna 1      | Wynik | Drużyna 2      | Sety                              |
| ---------- | -------------- | ----- | -------------- | --------------------------------- |
| 05.12.2007 | KS Poznań      | 3:0   | MKS MOS Będzin | 25:16, 29:27, 25:22               |
| 12.12.2007 | MKS MOS Będzin | 2:3   | KS Poznań      | 19:25, 23:25, 25:21, 27:25, 10:15 |
|            |                |       |                |                                   |
| 04.12.2007 | AZS PWSZ Nysa  | 2:3   | Trefl Gdańsk   | 25:19, 21:25, 21:25, 25:23, 12:15 |
| 06.01.2008 | Trefl Gdańsk   | 3:1   | AZS PWSZ Nysa  | 25:16, 25:20, 24:26, 25:18        |

### VI runda
| Data       | Drużyna 1              | Wynik | Drużyna 2         | Sety                              |
| ---------- | ---------------------- | ----- | ----------------- | --------------------------------- |
| 06.02.2008 | ZAKSA Kędzierzyn-Koźle | 3:0   | Trefl Gdańsk      | 25:21, 25:15, 25:23               |
| 06.02.2008 | Jastrzębski Węgiel     | 3:2   | Delecta Bydgoszcz | 25:20, 21:25, 26:24, 23:25, 15:13 |
| 06.02.2008 | Płomień Sosnowiec      | 3:2   | AZS Politechnika  | 21:25, 25:22, 25:21, 21:25, 15:10 |
| 06.02.2008 | Jadar Radom            | 3:0   | KS Poznań         | 25:21, 25:22, 25:23               |

### Ćwierćfinały
| Data       | Drużyna 1           | Wynik | Drużyna 2                 | Sety                       |
| ---------- | ------------------- | ----- | ------------------------- | -------------------------- |
| 07.03.2008 | Skra Bełchatów      | 3:0   | ZAKSA Kędzierzyn-Koźle    | 29:27, 25:17, 25:22        |
| 07.03.2008 | Jastrzębski Węgiel  | 3:1   | Resovia Rzeszów           | 25:17, 25:15, 20:25, 25:11 |
| 07.03.2008 | Mlekpol AZS Olsztyn | 3:1   | Jadar Radom               | 15:25, 25:23, 25:20, 25:15 |
| 07.03.2008 | Płomień Sosnowiec   | 0:3   | Wkręt-met AZS Częstochowa | 17:25, 22:25, 19:25        |

### Półfinały
| Data       | Drużyna 1           | Wynik | Drużyna 2                 | Sety                              |
| ---------- | ------------------- | ----- | ------------------------- | --------------------------------- |
| 08.03.2008 | Skra Bełchatów      | 2:3   | Jastrzębski Węgiel        | 19:25, 15:25, 25:17, 25:20, 12:15 |
| 08.03.2008 | Mlekpol AZS Olsztyn | 1:3   | Wkręt-met AZS Częstochowa | 23:25, 22:25, 25:20, 29:31        |

### Finał
| Data       | Drużyna 1          | Wynik | Drużyna 2                 | Sety                       |
| ---------- | ------------------ | ----- | ------------------------- | -------------------------- |
| 09.03.2008 | Jastrzębski Węgiel | 1:3   | Wkręt-met AZS Częstochowa | 23:25, 22:25, 25:22, 30:32 |